# Al Qal'a av Beni Hammad
Al Qal'a av Beni Hammad eller Beni Hammads citadell (ibland även benämnt Qalaat Beni Hammad), var Hammad-emirernas första huvudstad. Runt staden, som grundades år 1007, ligger en 7 km stor cirkel av försvarsmurar.
I området finns ruinerna av en stor moské och dess minaret samt ett antal palats. Minareten, som är 25 meter hög, lär vara prototypen för den tredelade minareten.. Utgrävningar har fått fram ett otal terrakottaföremål, smycken, mynt och keramik. Detta och området ger en god bild av hammadidernas civilisation, något som gjort att Al Qal'a sedan 1980 är klassat som världsarv.

## Historia
Fästningen och den forna staden, som ligger uppe i bergen omkring 1 000 meter över havet, grundades år 1007 av emiren Hammad ibn Buluggin, son till Buluggin ibn Ziri, grundaren av Alger. Staden blev huvudstad i hammadidernas rike och stod emot ziridernas belägring 1017. År 1090, under Banu Hilals styre övergavs den och förstördes delvis av almohaderna år 1152.

## Emirens palats, Dar al-Bahr
Resterna av emirens palats, känt som Dal al-Bahr, inkluderar tre residens separerade av trädgårdar och paviljonger. Namnet har det fått av dammens rektangulära damm, som mäter 67 gånger 47 meter. En sjösättningsramp i ena änden användes för att sjösätta båtar. Referenser till nautiska uppvisningar i denna damm finns i sentida besökares källor. Dammen omgavs av en portik, och nåddes genom en monumental ingång på dess östra sida. Väster om dammen fanns en upphöjd terrass och gårdsplan med trädgårdar. Utanför palatskomplexets murar, sträckte sig trädgårdarna vidare i öst-västlig riktning genom staden. Trädgårdarna har ännu inte utforskats av arkeologer, men ornamentsmyckade fontäner har hittats.
Palatset ingår i ett kvarter som är 250 x 160 meter stort. Den stora moskén är 64 meter lång och 54 meter bred.